# Cesson-Rennes Métropole HB
Il Cesson-Rennes Métropole HB è una squadra di pallamano francese avente sede a Cesson-Sévigné e Rennes.

Il club è stato fondato nel 1968 ed attualmente milita in Division 1 del campionato francese.

Disputa le proprie gare interne presso Le Liberté di Rennes il quale ha una capienza di 4.500 spettatori.